# Tholià
Els tholians són una espècie no humanoide de l'univers fictici de Star Trek.
Són éssers no humanoides que tenen cossos cristal·lins vermells, amb dos braços i sis potes. Viuen en un ambient de calor extrem, la temperatura ambient és de 480 kèlvins (297 °C). Les temperatures inferiors a 380 K (107 °C) són mortals, si es troben en temperatures inferior moren esclatant en milers de cristalls. No tenen sexe, tenen tant òrgans reproductius masculins com femenins.
Els tholians es comuniquen a través d'una sèrie d'aguts crits i els clics, similar als sons d'un dofí. La seva parla és difícil de passar pel traductor universal.
Només apareixen a la sèrie original i a Enterprise.